# Codroy Pond (plaats)
Codroy Pond is een plaats in de Canadese provincie Newfoundland en Labrador. Het bevindt zich bij het gelijknamige meer op het eiland Newfoundland.

## Geografie
De plaats bevindt zich in het zuidwesten van Newfoundland, in een dal van de Long Range Mountains. De bebouwing van de plaats ligt relatief ver uit elkaar en bestaat uit slechts een handvol huizen en enkele vakantiewoningen. Deze strekken zich uit over een afstand van anderhalve kilometer vertrekkende van de oostzijde van Codroy Pond, het meer waarnaar de plaats vernoemd is.
Codroy Pond bevindt zich in vogelvlucht 12 km ten zuiden van St. Fintan's en 18 km ten noordoosten van Coal Brook. Het is gelegen aan de Trans-Canada Highway (provinciale route 1) en aan de Newfoundland T'Railway, een langeafstandpad dat het voormalige spoorwegtraject volgt.

## Geschiedenis
In 1896 bereikte de toen volop in aanleg zijnde Newfoundland Railway het meertje Codroy Pond. In 1898 was deze trans-Newfoundlandse spoorweg die Port aux Basques met St. John's verbond afgewerkt.
Zeven kilometer verder werd begin 20e eeuw de spoorweghalte North Branch geopend, waarop het afgelegen gebied rond het meer iets toegankelijker werd. In 1905 vestigde Michael Cormier uit St. George's zich als eerste aan de oostoever van het meer. Volgens de volkstelling van 1911 was het ondertussen 11-koppige gezin Cormier nog steeds het enige dat er woonde.
Geleidelijk aan kwamen er andere mensen wonen en groeide Codroy Pond uit tot een gehucht, dat in 1920 ook een eigen spoorweghalte kreeg. In 1921 telde Codroy Pond vier huishoudens die tezamen 24 inwoners telden.
Door de aanwezigheid van de spoorweghalte kende het plaatsje een verdere groei. In 1935 woonden er reeds negen huishouden die tezamen 54 personen telden. Zij leefden voornamelijk van arbeid aan de spoorweg, van houtkap en van de jacht. In 1945 woonden er nog 44 inwoners, verspreid over acht huishoudens.
Eind de jaren 1960 sloot de spoorweghalte van Codroy Pond definitief de deuren, net zoals vrijwel alle andere haltes en stations op het eiland. Rond diezelfde tijd was wel de Trans-Canada Highway, die eveneens het plaatsje aandeed, afgewerkt.
De kleine plaats verloor echter aan belang en hield geleidelijk aan op te bestaan als permanent bewoonde nederzetting. De weinige huizen en blokhutten die er staan zijn in de 21e eeuw voornamelijk in gebruik als vakantiewoning of als tweede verblijf.